# Vito Dumas
Vito Dumas (ur. 26 września 1900 w Buenos Aires, zm. 28 marca 1965 tamże) – argentyński żeglarz, który odbył samotny rejs dookoła świata poprzez ryczące czterdziestki.

## Młodość
Vito Dumas urodził się w rodzinie pochodzenia francuskiego, która podczas rewolucji francuskiej wyemigrowała do Włoch, a następnie do Argentyny. Od 14. roku życia musiał pracować zarobkowo. Pasjonował się pływaniem. W 1923 przepłynął La Platę w ciągu doby i 1 godziny, co przyniosło mu rozgłos.

## Rejs przez Atlantyk
W 1931 uczestniczył w Paryżu w międzynarodowych zawodach pływackich, w których zwyciężył. Postanowił powrócić do Argentyny jachtem. Nabył zbudowany w 1912 jacht, który nazwał LEHG. 13 grudnia wypłynął z Arcachon we Francji. Dopłynął najpierw do Vigo, następnie po 16 dniach żeglugi na Wyspy Kanaryjskie. 27 stycznia 1932 opuścił Las Palmas i po 45 dniach samotnej żeglugi dopłynął do Rio Grande 13 marca. Potem przepłynął do Montevideo i do Buenos Aires, gdzie dotarł 13 kwietnia.

## Rejs dookoła świata
Dumas postanowił samotnie przepłynąć kulę ziemską. Po trzech latach pracy uzbierał wystarczająco dużo pieniędzy, by wybudować jacht, który nazwał LEHG II. Jednak w 1938 kłopoty rodzinne zmusiły go do poniechania marzeń o rejsie. Sprzedał jacht i rozpoczął pracę farmera.

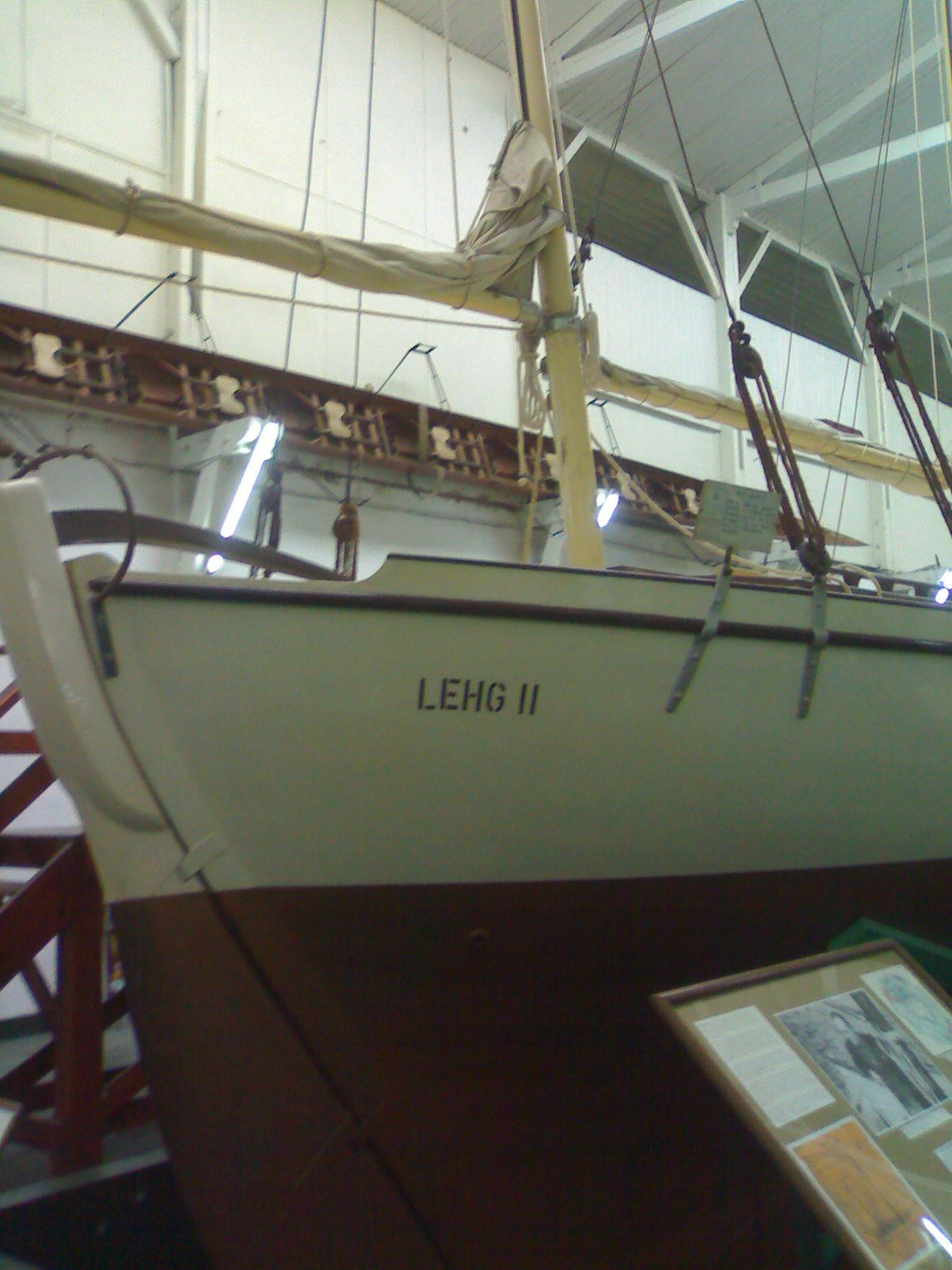
LEHG II w Muzeum Morskim w Tigre

W 1942 udało mu się jednak rozpocząć rejs dookoła Ziemi wokół ryczących czterdziestek na swym jachcie LEHG II, który udało mu się odkupić. Samotna podróż tą trasą była wyczynem bez precedensu. Na tych szerokościach geograficznych pływały tylko znacznie większe jednostki. Dumas wyruszył 1 lipca 1942 z Montevideo. Podczas sztormu jacht zaczął przeciekać, a Dumas podczas uszczelniania pokaleczył sobie dłonie. Podczas dalszego rejsu musiał posługiwać się tylko jedną ręką. Mimo to kontynuował rejs. Dotarł do Kapsztadu 25 sierpnia, po 55 dniach żeglugi.
14 września wyruszył w dalszą drogę. Opłynął Przylądek Dobrej Nadziei i wyszedł na Ocean Indyjski. Podczas trwającego 27 dni huraganu został rozbity 200-litrowy zbiornik wody pitnej i Dumasowi pozostało tylko 160 litrów. Po 104 dniach żeglugi udało mu się dotrzeć do Wellington w Nowej Zelandii 27 grudnia.
Wyszedł z portu 30 stycznia 1943 i po 72 dniach żeglugi po Oceanie Spokojnym dotarł do Valparaíso. Podjął podróż 30 maja. 24 czerwca opłynął Przylądek Horn i 7 lipca wpłynął do Mar del Plata. 24 sierpnia, podczas ostatniego odcinka rejsu, jacht Dumasa został wyrzucony na brzeg. Z pomocą marynarki argentyńskiej udało się ściągnąć go na wodę i Dumas mógł kontynuować rejs. 30 sierpnia wszedł do Montevideo, kończąc swoją podróż dookoła świata. 7 września triumfalnie wpłynął do rodzinnego Buenos Aires, witany przez tłum Argentyńczyków.
Rejs Dumasa miał miejsce podczas II wojny światowej i możliwy był tylko dlatego, że jego jacht płynął pod banderą Argentyny, a więc kraju neutralnego. Był wówczas najszybszym samotnym rejsem dookoła świata. Dziś rejs ten nie byłby jednak uznany za rekordowy, gdyż Dumas podczas żeglugi nie przeciął równika (płynął tylko przez półkulę południową), a od lat sześćdziesiątych XX w. przyjęto, że do odnotowywanych rejsów żeglarskich dookoła świata zalicza się tylko te, podczas których przekroczono równik.

## Trzeci rejs
1 września 1945 Dumas wypłynął na LEHG II z Buenos Aires do Rio de Janeiro, a następnie 5 stycznia 1946 do Hawany. Z tego portu wypłynął na pętlę po Atlantyku, przepływając w pobliżu Nowego Jorku, Azorów, Madery, Wysp Kanaryjskich i Wysp Zielonego Przylądka. Zawinął 16 września do jednego z portów w stanie Ceará w Brazylii po 106 dniach samotnej żeglugi, o 2 dni dłużej niż podczas rejsu z Kapsztadu do Wellington. Potem powrócił jachtem do Montevideo, a stamtąd 28 stycznia 1947 do Buenos Aires.
Mapa tego rejsu zamieszczona jest na stronie navegantevitodumas.com.ar.

## Czwarty rejs
W 1955 Dumas przepłynął samotnie z Buenos Aires na Bermudy, a stamtąd do Nowego Jorku.
W 1956 wydał swą książkę Los Cuarenta Bramadores: La Vuelta al Mundo Por la "Ruta Imposible" (Ryczące czterdziestki. Podróż dookoła świata "niemożliwą drogą").

## Śmierć
Zmarł 28 marca 1965 na udar mózgu.

## Upamiętnienie
Jego nazwiskiem nazwano kilka ulic i organizacji w Argentynie.